# Clesotrus
Clesotrus is een kevergeslacht uit de familie van de boktorren (Cerambycidae). De wetenschappelijke naam van het geslacht werd voor het eerst geldig gepubliceerd in 1974 door Quentin & Villiers.

## Soorten
Clesotrus is monotypisch en omvat slechts de volgende soort:
- Clesotrus janus (Thomson, 1877)